# Leptopsalis javana
Espèce
Synonymes
- Stylocellus javanus (Thorell, 1882)

Leptopsalis javana est une espèce d'opilions cyphophthalmes de la famille des Stylocellidae.

## Distribution
Cette espèce est endémique de Java en Indonésie. Elle se rencontre vers Cibodas.

## Description
Le mâle holotype mesure 5,5 mm.

## Systématique et taxinomie
Cette espèce a été décrite Thorell en 1882. Elle est placée dans le genre Stylocellus par Thorell en 1891. Elle est replacée dans le genre Leptopsalis par Clouse et Giribet en 2012.

## Étymologie
Son nom d'espèce lui a été donné en référence au lieu de sa découverte, Java.

## Publication originale
- Thorell, 1882 : « Descrizione di alcuni Aracnidi inferiori dell'Arcipelago Malese. » Annali del Museo Civico di Storia Naturale di Genova, vol. 18, p. 21-69 (texte intégral).